# أعمر أوعمران
أعمر أوعمران مناضل ومجاهد ثوري وأحد أعمدة الثورة الجزائرية ولد بذراع الميزان تيزي وزو سنة 19 جانفي 1919 تولى قيادة الولاية الرابعة خلفا لرابح بيطاط ثم أصبح ممثلا لجبهة التحرير في لبنان وتركيا، توفي في 28 جويلية 1992 بالجزائر العاصمة.

## نشـأته
ولـد في 19 جانفي 1919 في بلدية فريقات بالقرب من ذراع الميزان تيزي وزو، تحصل على الشهادة الابتدائية باللغة الفرنسية ثم التحق بالأكادمية العسكرية بشرشال حيث تلقى تكوينا عسكريا وتخرج برتبة رقيب.

## نشاطه الثوري

### قبل الثورة
تم اعتقاله في 28 ماي 1945 بعد رفضه الانصياع لأوامر التقتيل في مجازر 8 ماي 1945 وتم نقله للعاصمة أين تم سجنه وتعذيبه والحكم عليه بالإعدام بتهمة التخطيط للسيطرة على الثكنة ثم صدر العفو في حقه سنة 1946 بواسطة الجنرال كاترو، انضم إلى المنظمة الخاصة التابعة لحزب حركة انتصار الحريات الديمقراطية وأصبح مسؤولا عن دواره ثم عين بعدها نائبا لكريم بلقاسم مسؤول المنطقة، وبسبب نشاطه في الانتخابات البلدية سنة 1946 أعيد اعتقاله للمرة الثانية والحكم عليه بالإعدام مجددا لكنه تمكن من الفرار بعد أن أطلق النار على دركي ومنـذ ذلك الحادث أصبح ينشط في سرية.

### أثناء الثورة

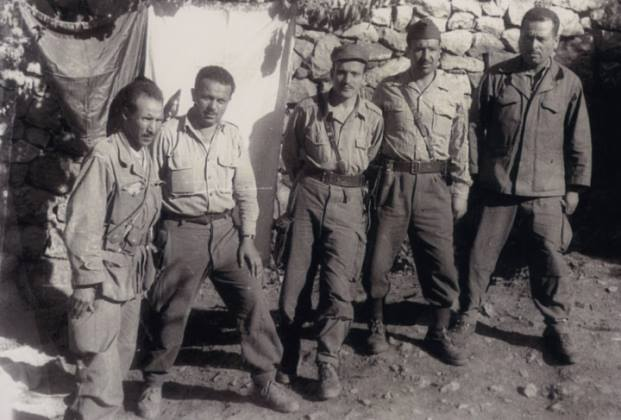
صورة تذكارية في مؤتمر الصومام من اليمين لليسار : أعمر أوعمران، كريم بلقاسم، العربي بن مهيدي، عبان رمضان، زيغود يوسف

عند انطلاق الثورة تولى أوعمران قيادة العمليات في ناحية ذراع بن خدة، وبعد سجن رابح بيطاط انتقل إلى باليسترو الأخضرية حاليا لتولي قيادة المنطقة الرابعة خلفا له، وبتخطيطه وتحت إشرافه العام تمكن من القيام بأحد أشهر الكمائن المعروف بكمين باليسترو أو كمين أولاد جراح الذي قاده الشهيد علي خوجة وتمكن من قتل 21 جنديا فرنسيا وذلك في 18 ماي 1956، كما شارك في مؤتمر الصومام ممثلا للمنطقة الرابعة وهناك تم ترسيمه قائدا للولاية برتبة عقيـد.
وفي 1957 بعد تعيينه عضوا في المجلس الوطني للثورة ممثلا للولاية الرابعة مكلفا بالتسليح والتموين، غادر قيادة الولاية الرابعة وخلفه على رأسها سليمان دهليس، وذهب سنة 1959 إلى تونس مكلفا بمهمة التنظيم والتخطيط والإشراف على إدخال السلاح إلى الجزائر، وفي 1960 شغـل منصب ممثل جبهة التحرير في لبنان وتركيا.

## وفاته
توفي أعمر أوعمران في الجزائر العاصمة بعد مرض طويل بتاريخ 28 جويلية 1992 ودفـن بمقبرة العالية.

## شخصيات
- محند أكلي بن شعبان